# Peter Gajdoš
Peter Gajdoš (ur. 9 kwietnia 1959 w Nitrze) – słowacki wojskowy, od 2016 do 2020 minister obrony.

## Życiorys
Absolwent szkoły wojskowej w Vyškovie (1982). W 1990 ukończył Akademię Wojskową im. Michaiła Frunzego w Moskwie, a w 2002 Royal College of Defence Studies w Londynie. Został zawodowym wojskowym, dochodząc do stopnia generalskiego w Słowackich Siłach Zbrojnych. Służył w wojskach zmechanizowanych, od 1992 do 1995 był dowódcą pułku czołgów.
W 1995 przeszedł do pracy w ministerstwie obrony, gdzie był sekretarzem ministra i dyrektorem protokołu. Od 2000 zatrudniony w sztabie generalnym kolejno jako dyrektor biura szefa sztabu, szef sztabu ds. operacji i od 2005 do 2010 zastępca szefa sztabu. W latach 2010–2013 był przedstawicielem Słowacji w Komitecie Wojskowym NATO, następnie objął funkcję pierwszego zastępcy szefa sztabu generalnego Słowackich Sił Zbrojnych.
23 marca 2016 powołany na urząd ministra obrony w trzecim rządzie Roberta Ficy. Został rekomendowany na to stanowisko przez Słowacką Partię Narodową. Pozostał na tej funkcji również w utworzonym 22 marca 2018 gabinecie Petera Pellegriniego. Zakończył urzędowanie w marcu 2020.